# Elettrocoagulazione
L'elettrocoagulazione (EC) è una tecnica utilizzata per il trattamento delle acque reflue, il trattamento delle acque di lavaggio industriale, l'acqua utilizzata nei processi industriali e nel campo medico. L'elettrocoagulazione è diventata una tecnologia in rapida crescita del trattamento delle acque reflue grazie alla sua capacità di rimuovere i contaminanti che sono generalmente più difficili da rimuovere mediante filtrazione o sistemi di trattamento chimico, come olio emulsionato, idrocarburi, sostanze organiche refrattarie, solidi sospesi e metalli pesanti. Esistono molti brand di dispositivi di elettrocoagulazione e possono variare in complessità: da un semplice anodo e catodo a dispositivi molto più complessi con controllo sui potenziali degli elettrodi, passivazione, monitoraggio del consumo degli anodi, sistemi REDOX, nonché l'introduzione di ultrasuoni, luce ultravioletta e una gamma di gas e reagenti per realizzare i cosiddetti Processi Avanzati di Ossidazione per sostanze organiche refrattarie o recalcitranti.

## Trattamento dell'acqua e delle acque reflue
Con l'introduzione di tecnologie più recenti, la necessaria riduzione del consumo di elettricità e la miniaturizzazione degli alimentatori elettrici, i sistemi di elettrocoagulazione (EC) sono diventati accessibili per gli impianti di trattamento delle acque e nei processi industriali in tutto il mondo.

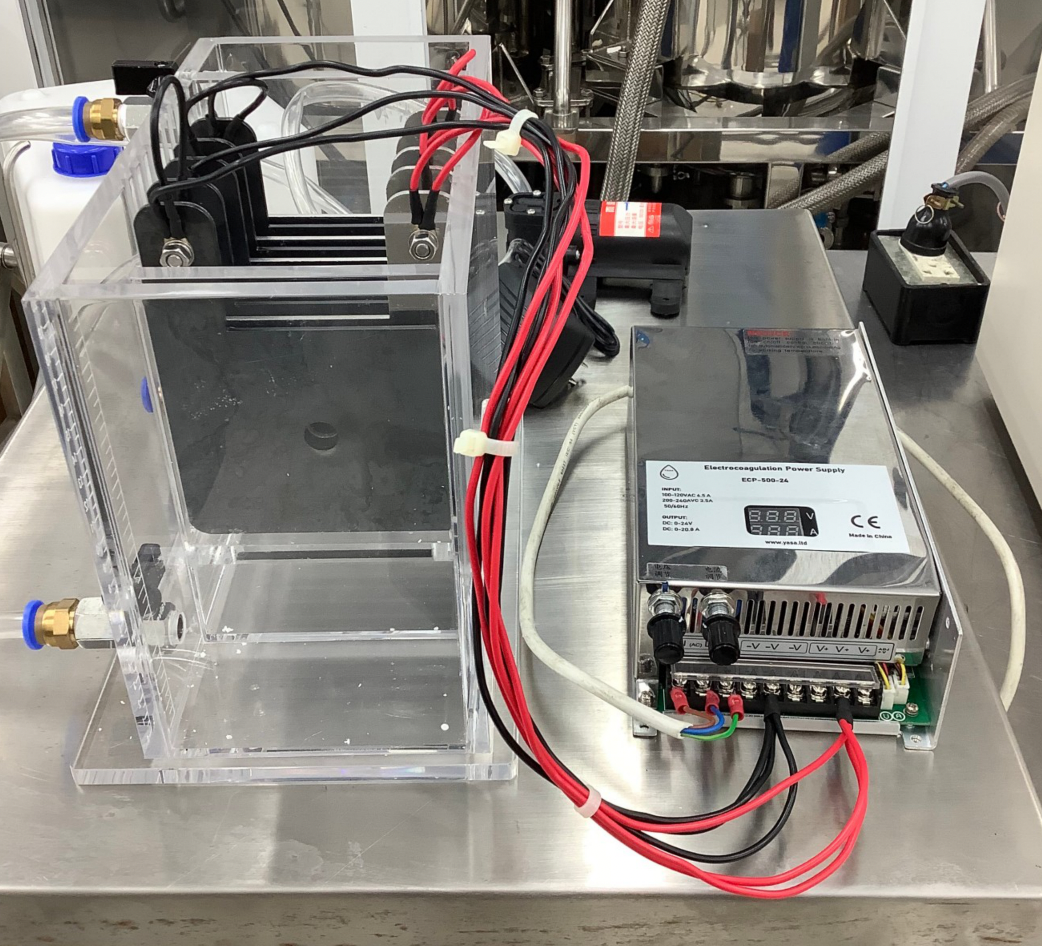
con alimentatore

### Background
L'elettrocoagulazione ("elettro", che significa applicare una carica elettrica all'acqua, e "coagulazione", che significa il processo di modifica della carica superficiale delle particelle che consente ai solidi sospesi di formare un agglomerato) è una tecnologia di trattamento dell'acqua, avanzata ed economica. Rimuove efficacemente i solidi sospesi a livelli inferiori al micrometro, rompe le emulsioni come olio e grasso o lattice e ossida ed elimina i metalli pesanti dall'acqua senza l'uso di filtri o l'aggiunta di sostanze chimiche per la separazione.
È già nota un'ampia gamma di tecniche di trattamento delle acque reflue, che comprende processi biologici per la nitrificazione, la denitrificazione e la rimozione del fosforo, nonché una serie di processi fisico-chimici che richiedono l'aggiunta di sostanze chimiche. I processi di trattamento fisico-chimico comunemente utilizzati sono la filtrazione, lo strippaggio dell'aria, lo scambio ionico, la precipitazione chimica, l'ossidazione chimica, l'assorbimento del carbonio, l'ultrafiltrazione (UF), l'osmosi inversa (RO), l'elettrodialisi, la volatilizzazione e lo strippaggio del gas.

### Benefici
- La filtrazione meccanica risolve solo due problemi nell'acqua di lavaggio: i solidi sospesi superiori a 30 µm, e l'olio e grasso liberi. L'olio e il grasso emulsionati danneggiano i filtri, con conseguenti costi di manutenzione elevati. L'elettrocoagulazione si applica a qualsiasi dimensione di solidi sospesi (inclusi distruttivi >30 micron e metalli pesanti che possono causare usura delle idropulitrici e rappresentare un pericolo per l'ambiente e per i dipendenti).
- Il trattamento chimico è efficace per rimuovere solidi sospesi, olio e grasso e alcuni metalli pesanti, ma può richiedere fino a tre polimeri e ulteriori regolazioni del pH per un trattamento adeguato. Questa tecnologia richiede l'aggiunta di sostanze chimiche con conseguente incremento dei costi di trattamento, molte complicazioni e dispendioso. Questo processo richiede anche l'aggiunta di aria compressa per la flottazione dei contaminanti coagulati. Generalmente la filtrazione è richiesta anche come fase di post-trattamento per una ulteriore rifinitura del trattato. L'elettrocoagulazione non richiede filtri, nessuna manutenzione giornaliera, nessun additivo e può rimuove qualsiasi dimensione di solidi sospesi, olio, grasso e metalli pesanti.

### Tecnologia
Il trattamento delle acque reflue e delle acque di lavaggio mediante elettrocoagulazione (EC) è stato praticato per la maggior parte del XX secolo con crescente popolarità. Nell'ultimo decennio, questa tecnologia è stata sempre più utilizzata negli Stati Uniti, in Sud America e in Europa per il trattamento delle acque reflue industriali, specialmente se contenenti metalli pesanti. In Nord America il trattamento di elettrocoagulazione è stato utilizzato principalmente per trattare le acque reflue delle industrie della pasta di legno e della carta, delle industrie minerarie e di lavorazione dei metalli. Una rilevante applicazione della torre di raffreddamento da mille galloni al minuto a El Paso, in Texas, illustra il crescente riconoscimento e l'introduzione dei sistemi di elettrocoagulazione nella comunità industriale. Inoltre, la EC è stata applicata per il trattamento di acque contenenti scarti alimentari, scarti dell'industria petroliferi, coloranti, scarichi dei mezzi pubblici e porti turistici, acque di lavaggio, inchiostro, particelle in sospensione, rifiuti di lucidatura chimica e meccanica, materia organica da percolati di discarica, defluorurazione di acque, effluenti di detergenti sintetici e soluzioni contenenti metalli pesanti.

### Processo di coagulazione
La coagulazione è una delle reazioni fisico-chimiche più importanti e utilizzate nel trattamento delle acque. Ioni (metalli pesanti) e colloidi (organici e inorganici) sono per lo più mantenuti in soluzione da cariche elettriche. L'aggiunta di ioni con cariche opposte destabilizza i colloidi, permettendogli di coagulare. La coagulazione può essere ottenuta sia con un coagulante chimico, sia con metodi elettrici. Ad esempio l'Allume [Al2(SO4)3.18H2O] è una sostanza chimica che è stata ampiamente utilizzata per secoli  per il trattamento delle acque reflue.
L'elettrocoagulazione offre un'alternativa all'uso di agenti chimici, come sali metallici o polimeri e all'aggiunta di polielettroliti per la rottura di emulsioni e sospensioni stabili. La tecnologia EC rimuove metalli, solidi e particelle colloidali e inquinanti inorganici solubili dai mezzi acquosi introducendo delle specie di idrossido di metallo polimerico altamente cariche. Queste specie neutralizzano le cariche elettrostatiche sui solidi sospesi e sulle goccioline d'olio per facilitare l'agglomerazione o la coagulazione e la conseguente separazione dalla fase acquosa. Il trattamento provoca la precipitazione di molteplici metalli e sali.

### Descrizione
Nella sua forma più semplice, un reattore di elettrocoagulazione (EC) è costituito da una cella elettrolitica con due elettrodi, un anodo e un catodo. Quando sono collegati a una fonte di alimentazione esterna, il materiale dell'anodo si corroderà elettrochimicamente a causa dell'ossidazione, mentre il catodo sarà soggetto a passivazione.
Un sistema di elettrocoagulazione (EC) è essenzialmente costituito da coppie di piastre metalliche conduttive poste in parallelo, che fungono da elettrodi monopolari. Richiede inoltre una fonte di alimentazione in corrente continua, un regolatore per la densità di corrente e un multimetro per leggere i valori di corrente. Le piastre metalliche conduttive sono comunemente note come "elettrodi sacrificali". L'anodo sacrificale abbassa il potenziale di dissoluzione dell'anodo e minimizza la passivazione del catodo. Gli anodi e i catodi sacrificali possono essere dello stesso materiale o di materiali diversi.

### Applicazioni dell'elettrocoagulazione nel trattamento delle acque reflue
I processi di elettrocoagulazione sono attualmente utilizzati per il trattamento di:
- Acque reflue di tinture tessili sintetiche
- Emulsioni e liquidi da taglio
- Acque superficiali per uso potabile
- Acque reflue urbane
- Acque reflue biodiesel
- Acque reflue del ristorante
- Acqua salmastra sintetica con silice
- Soluzione sintetica di NOM in acqua potabile
- Acque reflue di raffineria di petrolio
- Acqua prodotta da impianti industriali
- Acque reflue di frantoio
- Riduzione della durezza nell'acqua potabile
- Acque reflue di raffineria di oli vegetali
- Soluzione sintetica di arsenico in acqua potabile
- Acque reflue di lavanderie sintetiche
- Liquore nero per l'industria della carta
- Acqua dolce sintetica con virus
- Recupero metalli da soluzione (oro, rame, ecc.)[7]